# Visible Speech
Visible Speech («Зримая речь»), в русскоязычных источниках Бэллевская транскрипция, система «видимой речи», система Белля и Суита — фонетический алфавит и система письма, разработанная в 1867 году британским лингвистом Александром Мелвиллом Беллом, отцом Александра Грейама Белла. Главной особенностью письма является визуальная репрезентация позиций органов артикуляционного аппарата при произношении фонем: символы алфавита составлены из ключей (англ. radicals), каждый из которых изображает характеристику обозначаемого звука.
Алфавит состоит из 52 символов для согласных, 36 символов для гласных и 29 символов-модификаторов и тонов. Для письма также было создано два упрощённых варианта, World English и line writing для стенографии.
Мелвилл видел много областей применения своего алфавита: он мог использоваться для фиксации бесписьменных языков, с его помощью глухие могли обучаться устной речи, а также могло быть стандартизировано произношение.

## История
Впервые алфавит был представлен в 1864 году. В 1867 году Белл опубликовал книгу Visible Speech: The Science of Universal Alphabetics, в которой подробно описывалась транскрипция и её применение. Позже сын Александра Мелвилла, Александр Грейам Белл, использовал алфавит для обучения глухих в частной школе. В 1871 году он в течение трёх месяцев преподавал Visible Speech в нескольких учебных заведениях.

## Юникод
Символы Visible Speech не представлены в Юникоде по состоянию на версию 12.1 стандарта и по этой причине не могут быть набраны в качестве компьютерных символов. В 
ConScript Unicode Registry письму определён диапазон кодовых позиций U+E780—E7FF в Области для частного использования.